# 虎紋鈍口螈
虎紋鈍口螈（學名Ambystoma tigrinum），又名虎斑蠑螈，是一種蠑螈。

## 特徵
虎紋鈍口螈體型很大，一般長6-8吋。它們可以長達14吋，尤其是持續幼態的個體。成年的身體上有疙瘩，呈灰色、綠色或黑色。眼睛很大及有眼簾。它們的吻很短，頸厚，腳很粗壯，有很長的尾巴。它們主要吃細小的昆蟲及蠕蟲，也會有吃細小的青蛙及老鼠。
成年虎紋鈍口螈棲息在地面下2呎的巢穴。它們差不多是完全陸生的，只會在繁殖時才走回水中。它們忠於自己的出生地，願意走很遠的距離回到此地。不過，它們只有50%的機會一生中繁殖多於一次。雄螈會輕推雌螈進行交配，並會將精囊放到湖底。雌螈會撿起精囊，並會將受精卵產在植物上。
幼螈是完全水生的，有很大的外鰓及自頭部延伸的尾鰭。四肢在孵化後短期內就完全發育。一些幼螈，尤其是在季節湖及北方的，會儘快變態；而其他的則會待身體成長至成年大小才會變態。有些群落不會變態，以其幼體的外觀達至性成熟；這種稱為幼態持續，往往是在陸地生長條件不良時才會出現。
美國黃石國家公園中發掘的虎紋鈍口螈化石清楚地反映了過去3000年間的氣候變化：生活在溫暖環境中的虎紋鈍口螈比生活在相對寒冷環境中的同類體積要大。
虎紋鈍口螈成體穴居在地下，只有在繁殖期纔返回水中，而其中一些在返回水中後就不再回到陸上。美國斯坦福大學的科學家在黃石國家公園拉馬爾洞中的15個岩石層中搜索到虎紋鈍口螈化石，並根據過去3000年氣候變化的幅度將這些化石分為5個時期。距今1150年到650年前，也就是黃石地區歷史上最熱的一段時間裡，生活在陸地上的虎紋鈍口螈與生活在水裡的同類體積差異最為顯著，前者體積比後者體積明顯要大。因為氣候變暖導致陸地氣溫高於水溫。氣溫昇高後，生活在陸地的虎紋鈍口螈的食物更加充足，其新陳代謝同時也會加劇，因此生長的速度就更快。相反，在水中這樣相對寒冷的環境中，虎紋鈍口螈體內的甲狀腺激素水平會降低，生長過程會拉長。

## 保育狀況
虎紋鈍口螈雖然在某些地區很普遍，但整體來說數量卻在下降。其中一個最大的威脅是濕地的破壞，當池塘乾涸時會造成大量幼螈死亡。人侵的魚類亦會令它們的數量減少或延長其幼螈階段。殺蟲劑的使用也會有所影響。不過，虎紋鈍口螈只在特拉華州、紐約州、新澤西州及馬里蘭州被列為瀕危；它們在阿利桑那州受到保護；在北卡羅萊納州及南卡羅萊納州列為特別關注。於2001年11月，加拿大認為在五大湖的虎紋鈍口螈群落已經滅絕，而在英屬哥倫比亞及加拿大的都已經瀕危。

## 相關物種
加州虎紋鈍口螈、橫帶虎斑蝾螈及高地虎紋鈍口螈都曾被列為虎紋鈍口螈的亞種，但現都已被認為是獨立的物種。遺傳學研究結果證實它們是不同的物種，縱然它們之間仍有混種出現。

## 外部連結
- Iowa Herpetology （页面存档备份，存于）